# Les Intranquilles
Les Intranquilles è un film del 2021 scritto e diretto da Joachim Lafosse.

## Trama
Una famiglia amorevole combatte contro il disturbo bipolare del padre.

## Promozione
Il trailer del film è stato diffuso online il 6 luglio 2021.

## Distribuzione
Il film è stato presentato in anteprima il 16 luglio 2021 in concorso alla 74ª edizione del Festival di Cannes, per poi venire distribuito nelle sale cinematografiche francesi da Les Films du Losange a partire dal 6 ottobre 2021.

## Riconoscimenti
- 2021 - Festival di Cannes
  - In concorso per la Palma d'oro
- 2022 - Premio Magritte
  - Candidatura a miglior film
  - Candidatura a miglior regista per Joachim Lafosse
  - Candidatura a migliore sceneggiatura originale o adattamento per Joachim Lafosse
  - Candidatura a miglior attore non protagonista per Patrick Descamps
  - Candidatura al miglior costumista per Anna Falguères
  - Candidatura al miglior montaggio per Marie-Hélène Dozo